# Reis

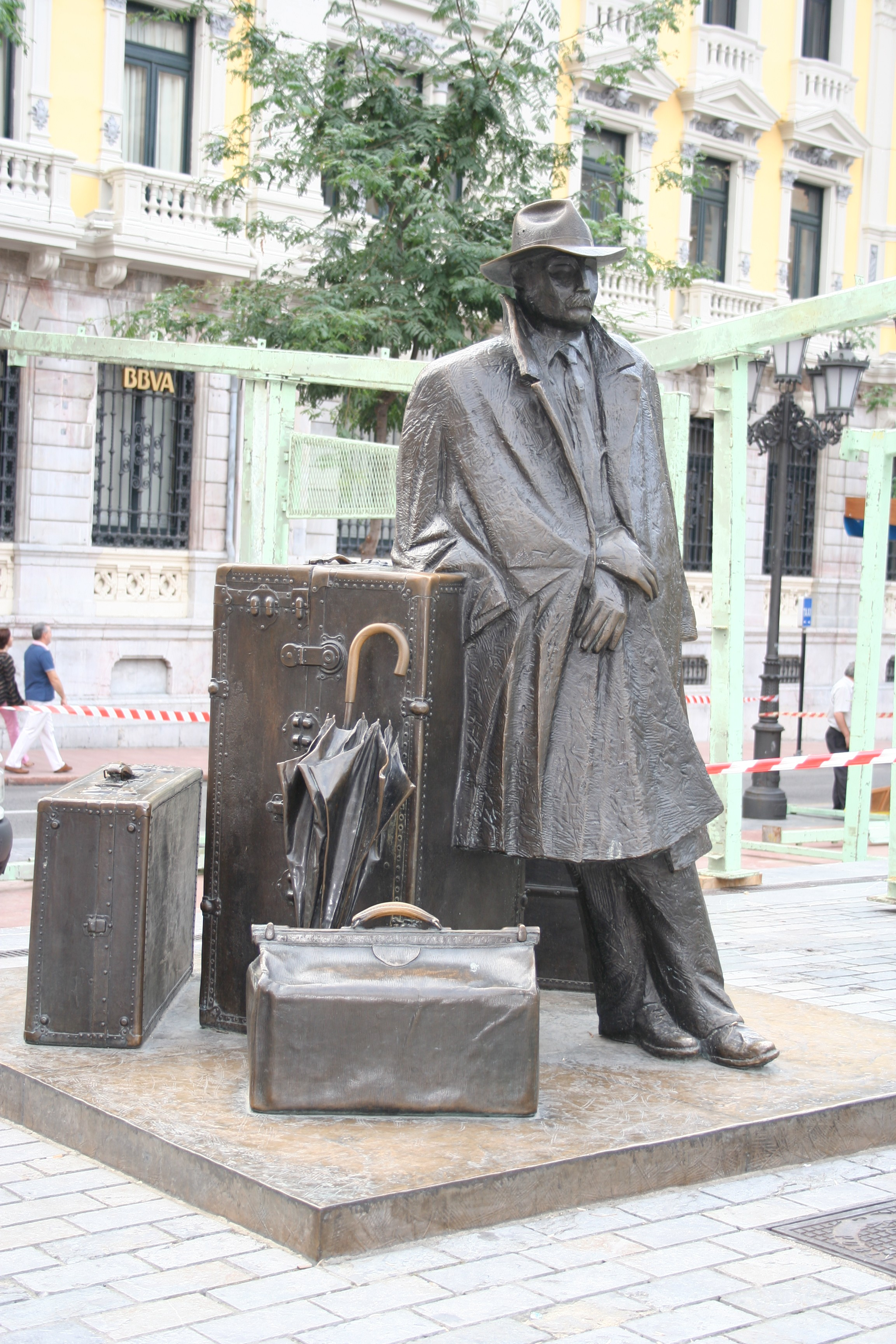
Monument voor de reiziger (Oviedo, Spanje)

Een reis is een vrijwillige verplaatsing van een of meer personen van een bepaalde locatie naar een andere locatie. Een persoon die op reis is, noemt men een reiziger.
Een reis kan worden gemaakt vanuit verschillende motieven. Een vakantie is een reis waarbij een individu of een groep voor een beperkte tijd een verblijf in vrije tijd elders doorbrengt. Een ontdekkingsreis is een tocht die ondernomen wordt om nieuwe plaatsen te ontdekken. Een zakenreis of dienstreis is een reis ondernomen vanuit de werksituatie. Een bedevaart is een tocht naar een oord met een bijzondere religieuze betekenis en een woon-werktrip is een vaste route van huis naar werkplek.

## Definitie "reis" in het openbaar vervoer; reiskosten
Bij het openbaar vervoer is een reis een tocht waarvoor een enkel tarief geldt en die als eenheid wordt geboekt. Dat is vaak voordeliger dan wanneer de reis wordt opgesplitst en elke deelreis apart betaald wordt, want voor de tarieven van openbaarvervoersbedrijven geldt dat zij degressief zijn: hoe verder men reist, hoe goedkoper het per kilometer wordt. Een voldoende, maar niet nodige voorwaarde hiervoor is dat de prijs van nul kilometer groter dan nul is en de marginale prijs per afstandseenheid nooit toeneemt; dit is het geval bij het Nederlandse stad-/streekvervoer, met het basis- en kilometertarief. Deze voorwaarde geldt niet bij de NS-tarieven, want het marginale tarief is nul voor de eerste acht km, maar bij dit tarief geldt wel (behoudens schommelingen door afronding) dat vanaf de negende km de marginale prijs niet stijgt (deze blijft eerst een poosje gelijk, daalt dan naar nul en blijft dan nul); doordat deze marginale prijs steeds kleiner is dan de prijs per km bij een reis van acht km geldt ook bij dit tarief dat de prijs per km steeds daalt, en dus dat het tarief degressief is.
Bij de Nederlandse Spoorwegen mag met een papieren vervoerbewijs een reis een hele dag duren, en mag men de reis zo vaak onderbreken als men wil.
Reist men de volgende dag verder, dan is dat een nieuwe reis en is een nieuw vervoerbewijs nodig. Bij op saldo reizen mag men de reis niet onderbreken: men mag wel uit de trein stappen en met een volgende trein verder reizen, maar moet officieel wel op het station of binnen het OV-chipkaartgebied blijven.
Bij de Belgische Spoorwegen NMBS is er sprake van reisonderbreking wanneer de reiziger de eerste aansluitende trein, die hem het vlugst ter bestemming kan brengen, vrijwillig laat voorbijrijden. Dit is dus qua tijd een ruimere definitie dan in Nederland (dus een verbod op onderbreking is strenger), maar het verlaten van het station houdt op zich geen reisonderbreking in (dus een verbod op onderbreking is wat dat betreft minder streng).
Bij de Franse Spoorwegen SNCF, mag men voor langeafstandsreizen de reis onderbreken, mits men die onderbreking aanvraagt, maar de reis moet dan wel binnen 24 uur afgerond zijn. Daar het SNCF-tarief sterk degressief is, is dit voordeliger dan twee aparte vervoersbewijzen kopen.
Vervoersmaatschappijen leggen ook beperkingen op over de toegelaten routes. Soms is het toegestaan een omweg te maken zonder bijbetaling als men daardoor sneller op de bestemming is, maar reisonderbrekingen zijn dan in de regel niet toegestaan. Dit is vaak bij antennetrajecten het geval.

### Internationaal vervoersbewijs (CIV)

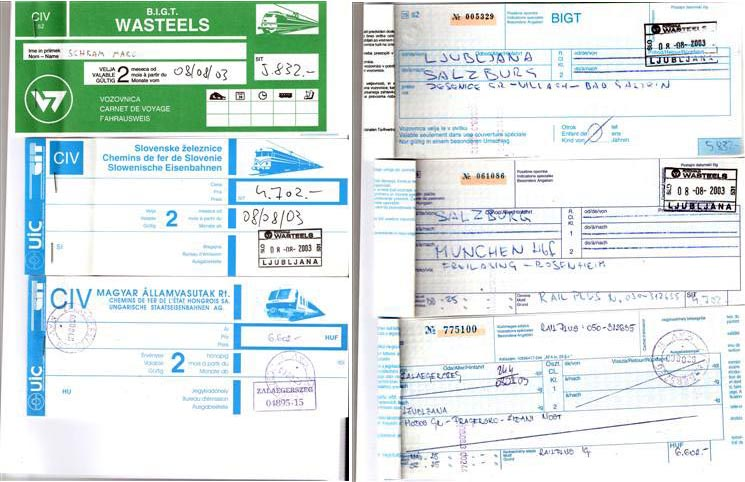
Met de hand geschreven internationale vervoersbewijzen onder de CIV-voorwaarden (2003)

Een klassiek internationaal treinvervoersbewijs, zonder beperkingen, was onder de CIV-voorwaarden twee maanden geldig (nu een maand). Binnen deze periode mag de reis onderbroken worden en na dagen of weken weer worden hervat. Veel landen, waaronder Nederland, hebben echter de beperking opgelegd dat de reis binnen het landgedeelte in een dag afgelegd moet zijn. Veel internationale treindiensten, waaronder Thalys en  Eurostar, hanteren vervoersbewijzen waarop de CIV-voorwaarden niet van toepassing zijn en die alleen geldig zijn voor de betrokken trein.